# سالار آقاپور
سالار آقاپور (زاده ۱۳۷۸) بازیکن فوتسال اهل ایران است که برای باشگاه فوتسال گهرزمین سیرجان و تیم ملی فوتسال ایران بازی می‌کند.

## دعوت به تیم ملی فوتسال ایران
آقا پور در سال ۱۳۹۷ برای نخستین بار به اردوی تیم ملی جوانان ایران دعوت شد. سال ۱۳۹۹ نیز تحت سرمربی محمد ناظم الشریعه، به اردوی تیم ملی فوتسال بزرگسالان فراخوانده شد و اکنون او جزو بازیکنان تأثیرگذار ایران به‌شمار می‌رود.

## مسابقات آسیایی زیر ۲۰ سال
در سال ۲۰۱۹ در ۲۰ سالگی، با زدن ۸ گل در مسابقات زیر ۲۰ ساله‌های آسیا، بازی ملی موفق به کسب جایزه آقای گلی شد و در سال ۲۰۲۱ نیز از طرف فوتسال پلنت به عنوان ششمین بازیکن برتر جوان جهان انتخاب شد.
همچنین، در سال ۲۰۲۲ با درخشش در مسابقات فوتسال آسیا، جایزه بهترین بازیکن جوان این تورنمنت را به دست آورد.
سالار آقاپور ملی‌پوش ۲۲ ساله فوتسال ایران به عنوان جوان برتر جام ملت‌های آسیا ۲۰۲۲ انتخاب شد.
با اعلام نتایج نظرسنجی حساب رسمی کنفدراسیون فوتسال آسیا، سالار آقاپور بالاتر از ۳ فوتسالیست جوان دیگر، به عنوان جوان اول این دوره از رقابت‌های جام ملت‌های آسیا انتخاب شد.

## جام ملتهای آسیا
آقاپور در ۲۲ سالگی اولین حضور در جام ملت‌های فوتسال آسیا را تجربه کرد. او با زدن ۴ گل در ۶ مسابقه جزء نامزدهای ستاره آینده‌دار فوتسال آسیا قرار گرفت و جایزه بهترین بازیکن جوان جام ملت‌های آسیا را با رأی مردمی از آن خود کرد؛ سورا کانازاوا از ژاپن، البک تولکینوف از ازبکستان و ریزکی آمادا از اندونزی، سه نامزد دیگر دریافت جایزه بهترین بازیکن جوان جام ملت‌های آسیا بودند.

## لژیونری
سالار آقاپور ستاره تیم ملی فوتسال کشورمان در تیرماه سال ۱۴۰۲ به صورت رسمی و با قراردادی ۳ ساله به پالما اسپانیا پیوست تا به چهارمین لژیونر ایرانی شاغل در اسپانیا تبدیل شود.
آقاپور در اولین واکنش از حس بسیار خوب خود صحبت کرد و گفت: پالما یک باشگاه خوب در بهترین لیگ جهان است و بازی در آن من را هیجان زده می‌کند. حالا می‌خواهم چالش جدیدی را در حرفه خودم تجربه کنم.
آنتونیو وادیلو سرمربی پالما نیز در خصوص خرید جدید تیمش اظهار داشت: از به خدمت گرفتن سالار بسیار خوشحالم زیرا مدت طولانی‌ای است که او را دنبال می‌کنیم. او بسیار با استعداد است و در نبردهای یک در مقابل یک بسیار عالی عمل می‌کند. سالار یک بازیکن دوپا است و با توجه به جوان بودنش، فضای زیادی برای پیشرفت دارد.